# サキシマボタンヅル
サキシマボタンヅル（先島牡丹蔓、学名：Clematis chinensis）は、キンポウゲ科センニンソウ属のつる植物。

## 特徴
沖縄本島や宮古島、伊良部島、石垣島、西表島などの南西諸島の一部に自生する半常緑の木本性つる植物。国外では台湾や中国南部にも自生する。茎は長く伸びて、先の方で分枝する。葉は対生し、普通3～5出複葉になる。小葉は3～7センチメートル程度の長さになり、卵形～卵状披針形で全縁。また、葉は乾くと黒変する。花は散房花序になり、花弁のように発達した萼片を4～5枚つける。

## 利用
生薬「威霊仙（いれいせん）」の基原植物の一つとして日本薬局方で定められており、秋頃に根や根茎を収穫し、土やひげ根を取り除いた後、乾燥して用いる。鎮痛、利尿、通経などの効果があるとされ、疎経活血湯や二朮湯などの漢方薬に配合されている。
トリテルペンの一種であるオレアノール酸やオレアナン系サポニンの一種であるクレマチキネノシド（clematichimenoside）類を含有するほか、キンポウゲ科の植物でよく見られるアネモニンやプロトアネモニンも含む。